# Amager Strand (metropolitana di Copenaghen)
Amager Strand è una stazione della linea 2 della Metropolitana di Copenaghen.
La stazione venne inaugurata nel 2007 in superficie, e si trova vicino al quartiere di Sundbyøster.